# Life with a Circus
Life with a Circus è un cortometraggio muto del 1912. Il nome del regista non viene riportato nei credit del film, un documentario prodotto dalla Selig.

## Produzione
Il film fu prodotto dalla Selig Polyscope Company.

## Distribuzione
Distribuito dalla General Film Company, il film - un documentario di una bobina - uscì nelle sale cinematografiche statunitensi il 3 giugno 1912.